# S:t Eskils gymnasium
S:t Eskils gymnasium är en av de nio gymnasieskolorna i Eskilstuna. S:t Eskils gymnasium är mest känt för att vara en skola med estetisk inriktning, dock också med inriktningar på såväl samhäll-social som International Baccalaureate. År 2016 gick cirka 850 elever på skolan. Skolan bildades 1968 genom en ombildning av Eskilstuna högre allmänna läroverk.

## Program
S:t Eskils gymnasium hade följande linjer ht 2017– vt 2018:
- Estetiska programmet med inriktningar på bild och formgivning, samt musik[2]
- International Baccalaureate - Internationell program med flera inriktningar, undervisningen är till den största delen på engelska.[3]
- Samhällsvetenskapsprogrammet med inriktningar Samhällsvetenskap, Samhällsvetenskap med undervisningsspråk engelska samt Samhällsvetenskap med säkerhetsprofil.[4]
- Naturvetenskapsprogrammet med undervisningsspråk engelska.[5]
- Ekonomiprogrammet med undervisningsspråk engelska.[6]
- Introduktionsprogrammet med inriktningar Preparanda, Individuellt alternativ och Språkintroduktion.[7]

## Alumner
- Jonas Arnell-Szurkos, ordenshärold vid Kungl. Maj:ts Orden.
- Joakim Berg, ledsångare Kent.
- Martin Sköld, basist i Kent.
- Hans Ekström, riksdagsledamot och ordförande för Konstitutionsutskottet.
- Karin Enström, tidigare försvarsminister.
- Ulf Kristersson, partiledare för Moderaterna.
- Fredrik Lindström, lingvist och journalist.
- André Pops, journalist och programledare för SVT.
- Maria Wetterstrand, tidigare språkrör Miljöpartiet.